# الجيش الأرثوذكسي الروسي
الجيش الأرثوذكسي الروسي (بالروسية: Русская православная армия)‏، روسكايا برافوسلافنايا آرميا) هي مجموعة مسلحة في أوكرانيا تأسست في مايو 2014 كجزء من التمرد وبعد الحرب في دونباس. يقال إنه كان يضم 100 عضو وقت تأسيسه، بما في ذلك السكان المحليين والمتطوعين الروس. ومع تصاعد القتال بين الانفصاليين والحكومة الأوكرانية في دونباس، ارتفعت عضويتهم إلى 350 ثم 4000. تشمل الارتباطات البارزة مناوشات يونيو 2014 في ماريوبول وأمفروسيفكا رايون. يقع المقر الرئيسي للجيش في مبنى الأمن في أوكرانيا المحتلة في مدينة دونيتسك. لم يحصل الأعضاء على تدريب خاص باستثناء الخدمة الإلزامية المعتادة في الجيش وقد أقسموا على ولائهم لإيغور جيركين «ستريلكوف»، المتمرد ووزير دفاع جمهورية دونيتسك الشعبية المعلنة ذاتيًا. وبجانب الجماعات الانفصالية الأخرى في المنطقة، لوحظ أن الجيش «خطف، وضرب، وهدد البروتستانت والكاثوليك وأعضاء الكنيسة الأرثوذكسية الأوكرانية... وكذلك مشارك في أعمال معادية للسامية.» حصلت المجموعة على انتباه في أواخر نوفمبر 2014 بعد اختطاف الكاهن الكاثوليكي اليوناني البارز سيرجي كولباكا والكاهن الكاثوليكي الروماني باويل ويتيك. وفقًا لوزارة الدفاع الأوكرانية، فإن الجيش يتعارض أيضًا مع ميليشيا أخرى موالية لروسيا وهي كتيبة فوستوك التي اتهمت الجيش بالنهب وتجنب القتال.